# Metoda RPI
Metoda RPI-X (eng. retail price index) - określana też jako metoda pułapu cenowego. Szeroko stosowana metoda regulacji cen w sieciowych sektorach infrastrukturalnych. Stwarza ona szansę usunięcia słabości metody regulacji stopy zwrotu. Metoda pułapu cenowego odchodzi bowiem od zasady trwałego powiązania cen regulowanych z kosztami i zyskami przedsiębiorstwa regulowanego.
RPI - poziom inflacji
X - parametr efektywności (ustalona przez urząd regulacyjny wartość wyrażona w procentach)
Najtrudniejszym elementem procedury w regulacji typu RPI - X, jest uzgodnienie wskaźnika poprawy efektywności X dla każdej z firm. Wynik analizy porównawczej stanowi obiektywny wkład do negocjacji na temat jego wysokości. 
Urząd regulacyjny ustalając wartość X pośrednio ustala również stopę zwrotu (zysków). Firma może mieć tendencje do zwiększania kosztów w celu skłonienia urzędu regulacyjnego do obniżenia X.